# Биценко Олександра Олегівна
Олександра Олегівна Биценко (23 листопада 1995) — українська волейболістка. Гравець національної збірної.

## Із біографії
Вихованка луганської «Іскри». Виступала за «Галичанку» (Тернопіль), «Орбіту» (Запоріжжя), російську «Омичку», французький «Волеро» і низку турецьких клубів. У «Нілуфері» з Бурси її партнерками були збірниці Тетяна Козлова і Ірина Трушкіна.
У 2011-2012 роках виступала за юніорську збірну України.Зокрема, брала участь у відбірковому турнірі чемпіонату Європи. У Словенії українки виграли три матчі з чотирьох і здобули путівку до фінальної частини континентальної першості.
У складі національної команди виступала на турнірі «Золотої ліги 2019». Українки грали в одній групі з командами з Чехії, Словаччини і Швеції. З шести матчів виграли в чотирьох і посіли друге місце в групі, але набраних балів виявилося недостатньо і до наступного раунду вийшли іспанки. Того ж року тренери збірної включили її до списку кандидатів на участь у чемпіонаті Європи, але через рецедив старої травми була змушена відмовитися від цієї пропозиції.

## Клуби
| Роки      | Команди                       |
| --------- | ----------------------------- |
| 2011—2014 | «Галичанка» (Тернопіль)       |
| 2014—2016 | «Орбіта» (Запоріжжя)          |
| 2016      | «Нумунеспор» (Анкара)         |
| 2016—2017 | «Омичка» (Омськ)              |
| 2016—2017 | «Нілуфер Беледієспор» (Бурса) |
| 2017—2018 | ББСК (Бурса)                  |
| 2018—2019 | «Нілуфер Беледієспор» (Бурса) |
| 2019—2020 | «Волеро» (Ле-Канне)           |
| 2020—2021 | «Адам Волейбол» (Газіантеп)   |
| 2020—2021 | «Сігорта» (Анкара)            |
| 2021—2022 | «Нілуфер Беледієспор» (Бурса) |
| 2022—2023 | «Шеньчжень»                   |
| 2022—2023 | «Джакарта Пертаміна Фастрон»  |
| 2023—2024 | «Шеньчжень»                   |
| 2023—2024 | «Маккабі» (Ашдод)             |
| 2024—     | «Аранмаре» (Саката)           |

## Досягнення
- Чемпіонка Ізраїлю (1): 2024

## Статистика
У збірній:
| Турнір                | Фінальний турнір | Фінальний турнір | Фінальний турнір | Фінальний турнір | Відбіркові змагання | Відбіркові змагання | Відбіркові змагання | Відбіркові змагання | Примітки |
| Турнір                | Ігри             | Сети             | Очки             | Ср.              | Ігри                | Сети                | Очки                | Ср.                 | Примітки |
| --------------------- | ---------------- | ---------------- | ---------------- | ---------------- | ------------------- | ------------------- | ------------------- | ------------------- | -------- |
| Чемпіонат Європи 2013 | —                | —                | —                | —                | 2                   | 2                   | 1                   | 0,5                 | [ 6 ]    |
| Євроліга 2019         | 6                | 18               | 51               | 2,83             | —                   | —                   | —                   | —                   | [ 7 ]    |
| Всього                |                  |                  |                  |                  |                     |                     |                     |                     |          |

- Ср. — середній показник результативності за один сет.

У міжнародних клубних турнірах:
| Сезон   | Клуб                  | Турнір        | Ігри | Сети | Очки | Ср.  | Примітки |
| ------- | --------------------- | ------------- | ---- | ---- | ---- | ---- | -------- |
| 2014—15 | «Орбіта» (Запоріжжя)  | Кубок ЄКВ     | 2    | 10   | 19   | 1,90 |          |
| 2017—18 | ББСК (Бурса)          | Кубок виклику | 10   | 23   | 77   | 3,35 |          |
| 2019—20 | «Волеро» (Ле-Канне)   | Кубок ЄКВ     | 4    | 9    | 24   | 2,67 |          |
| 2021—22 | «Нілуфер Беледієспор» | Кубок виклику | 1    | 1    | 2    | 2,00 |          |
| Всього  | Всього                | Всього        | 17   | 43   | 122  |      |          |

- Ср. — середній показник результативності за один сет.